# Gonzalo Carneiro
Gonzalo Rodrigo Carneiro Zalayeta  (Montevideo, Uruguay, 12 de septiembre de 1995) es un futbolista uruguayo. Juega de delantero centro y su equipo actual es Nacional de la Primera División de Uruguay.

## Trayectoria

### Inicios
Con 11 años fue a probarse a Defensor Sporting y quedó hasta que culminó las categorías infantiles en el club a los 12 años. Luego realizó las divisiones juveniles, comenzó en Séptima División en el año 2009.
Se coronó campeón de la temporada en el año 2012 con la sub-17, colaboró con 6 goles. Mientras que en 2013 y 2014, logró el bicampeonato con la sub-19, aunque también alternó algunos partidos en Tercera División. En su pasaje con las juveniles compartió su formación con jugadores como Mauricio Lemos, Facundo Castro, Mauro Arambarri y Guillermo Fratta.

### Defensor Sporting
Fue ascendido al primer equipo por Juan Tejera, para realizar la preparación de la temporada 2015/16.
En la fecha 9 del Torneo Apertura, Gonzalo fue convocado por primera vez para un partido oficial, se enfrentaron a Wanderers pero no tuvo minutos y fueron derrotados 2-3.
Su siguiente llamado fue en el partido de ida de cuartos de final de la Copa Sudamericana 2015, contra Huracán, perdieron 1 a 0 en el Estadio Tomás Adolfo Ducó y nuevamente no tuvo participación.
Debutó como profesional el 27 de octubre de 2015 en el Estadio Luis Franzini ante más de 7.000 espectadores, el técnico Tejera lo mandó a la cancha en los minutos finales por Maxi Gómez para enfrentar en la revancha a Huracán y empataron sin goles, por un global de 1-0 en contra, quedaron eliminados de la competición internacional. Carneiro jugó su primer partido con 20 años y 45 días, utilizó la camiseta número 20.
La fecha 11 del Torneo Apertura se jugó el 31 de octubre, Gonzalo debutó en el campeonato uruguayo, jugó los 18 minutos finales contra Juventud y ganaron 4 a 1 en el Franzini.
En todo el Apertura, disputó un partido de los 4 en que fue convocado, Defensor Sporting quedó en octava posición.
Para el Torneo Clausura, tuvo más posibilidades. Luego de una racha de derrotas, asumió como entrenador Eduardo Acevedo.
El 28 de febrero de 2016, Carneiro disputó su primer clásico contra Danubio, en el Franzini, fue un partido parejo, comenzó ganando la viola, pero el rival logró convertir dos goles antes de finalizar el primer tiempo. Para la segunda mitad, Maxi Gómez logró empatar el juego, y en el minuto 99, con un cabezazo el mismo Gómez convirtió el gol del triunfo.
Defensor realizó un Clausura irregular, quedaron en décima posición, no lograron clasificar a competiciones internacionales. Gonzalo estuvo presente en 4 oportunidades, recibió 2 tarjetas amarillas. En su primera temporada como profesional, jugó un total de 6 partidos, cinco en el campeonato uruguayo y uno internacional.
Antes de comenzar la siguiente temporada, se lesionó por lo que no pudo ser considerado en las primeras fechas del Campeonato Uruguayo Especial.
Para la jornada 3 se reintegró y fue convocado, ingresó al final del partido contra Sud América el 11 de septiembre, dos minutos le bastaron para anotar su primer gol oficial y finalmente ganaron 2-0. Convirtió el día de su cumpleaños 21 y usó la camiseta número 10 por primera vez en la espalda.
El 4 de diciembre, en la fecha 14, el capitán y referente del club Nicolás Olivera jugó su último partido en el Franzini, se enfrentaron a Racing y comenzaron en desventaja desde el minuto 3 pero Ayrton Cougo anotó el empate antes de finalizar el primer tiempo. En el complemento, Carneiro ingresó al minuto 65 y con un gol de cabeza, logró vencer la portería rival y sentenció el marcador, por lo que ganaron 2 a 1.

### São Paulo
El tricolor paulista pagó a Defensor Sporting el equivalente a 800.000 dólares por el 50% de los derechos económicos de Carneiro, que en su momento fue considerado como una de las promesas del fútbol uruguayo. El delantero firmó un contrato por 3 años.

### Sion de Suiza, Liverpool y Cruz Azul
En abril de 2021, es contratado por el FC Sion de Suiza, firmando un nuevo contrato por tres años. No jugó ningún partido oficial en Suiza.
En 2022 sale a préstamo por un año al Liverpool F. C. de Uruguay.  El 19 de julio de 2022 es presentado como nuevo jugador del Cruz Azul de México en un nuevo préstamo. Permanece en Cruz Azul hasta mayo de 2023.

### Nacional de Uruguay
En julio de 2023 es confirmado como refuerzo del Club Nacional de Uruguay.   En julio de 2024 sufre rotura de ligamentos y queda afuera de las canchas por varios meses.

## Estadísticas
Actualizado al último partido disputado el 25 de mayo de 2024.
| Club                        | Div.          | Temporada     | Liga  | Liga  | Liga   | Estatal | Estatal | Estatal | Copas nacionales | Copas nacionales | Copas nacionales | Copas internacionales | Copas internacionales | Copas internacionales | Total | Total | Total  |
| Club                        | Div.          | Temporada     | Part. | Goles | Asist. | Part.   | Goles   | Asist.  | Part.            | Goles            | Asist.           | Part.                 | Goles                 | Asist.                | Part. | Goles | Asist. |
| --------------------------- | ------------- | ------------- | ----- | ----- | ------ | ------- | ------- | ------- | ---------------- | ---------------- | ---------------- | --------------------- | --------------------- | --------------------- | ----- | ----- | ------ |
| Defensor Sporting · Uruguay |               |               |       |       |        |         |         |         |                  |                  |                  |                       |                       |                       |       |       |        |
| 1.ª                         | 2015-16       | 5             | 0     | 0     | -      | -       | -       | -       | -                | -                | 1                | 0                     | 0                     | 6                     | 0     | 0     |        |
| 1.ª                         | 2016          | 8             | 2     | 0     | -      | -       | -       | -       | -                | -                | -                | -                     | -                     | 8                     | 2     | 0     |        |
| 1.ª                         | 2017          | 26            | 10    | 5     | -      | -       | -       | -       | -                | -                | 1                | 0                     | 0                     | 27                    | 10    | 5     |        |
| Total club                  | Total club    | 39            | 12    | 5     | 0      | 0       | 0       | 0       | 0                | 0                | 2                | 0                     | 0                     | 41                    | 12    | 5     |        |
| São Paulo · Brasil          |               |               |       |       |        |         |         |         |                  |                  |                  |                       |                       |                       |       |       |        |
| 1.ª                         | 2018          | 13            | 1     | 0     | -      | -       | -       | -       | -                | -                | 2                | 0                     | 0                     | 15                    | 1     | 0     |        |
| 1.ª                         | 2019          | -             | -     | -     | 9      | 0       | 0       | -       | -                | -                | 0                | 0                     | 0                     | 9                     | 0     | 0     |        |
| 1.ª                         | 2020          | 10            | 1     | 1     | -      | -       | -       | 0       | 0                | 0                | 0                | 0                     | 0                     | 10                    | 1     | 1     |        |
| Total club                  | Total club    | 23            | 2     | 1     | 9      | 0       | 0       | 0       | 0                | 0                | 2                | 0                     | 0                     | 34                    | 2     | 1     |        |
| Liverpool · Uruguay         |               |               |       |       |        |         |         |         |                  |                  |                  |                       |                       |                       |       |       |        |
| 1.ª                         | 2022          | 16            | 5     | 2     | -      | -       | -       | -       | -                | -                | 2                | 0                     | 0                     | 18                    | 5     | 2     |        |
| Total club                  | Total club    | 16            | 5     | 2     | 0      | 0       | 0       | 0       | 0                | 0                | 2                | 0                     | 0                     | 18                    | 5     | 2     |        |
| Cruz Azul · México          |               |               |       |       |        |         |         |         |                  |                  |                  |                       |                       |                       |       |       |        |
| 1.ª                         | 2022-23       | 24            | 4     | 1     | -      | -       | -       | -       | -                | -                | -                | -                     | -                     | 24                    | 4     | 1     |        |
| Total club                  | Total club    | 24            | 4     | 1     | 0      | 0       | 0       | 0       | 0                | 0                | 0                | 0                     | 0                     | 24                    | 4     | 1     |        |
| Nacional · Uruguay          |               |               |       |       |        |         |         |         |                  |                  |                  |                       |                       |                       |       |       |        |
| 1.ª                         | 2023          | 11            | 4     | 2     | -      | -       | -       | -       | -                | -                | -                | -                     | -                     | 11                    | 4     | 2     |        |
| 1.ª                         | 2024          | 10            | 4     | 2     | -      | -       | -       | -       | -                | -                | 8                | 3                     | 0                     | 18                    | 7     | 2     |        |
| Total club                  | Total club    | 21            | 8     | 4     | 0      | 0       | 0       | 0       | 0                | 0                | 8                | 3                     | 0                     | 29                    | 12    | 4     |        |
| Total carrera               | Total carrera | Total carrera | 123   | 31    | 9      | 9       | 0       | 0       | 0                | 0                | 0                | 14                    | 3                     | 0                     | 146   | 34    | 9      |
| 1. 2.                       |               |               |       |       |        |         |         |         |                  |                  |                  |                       |                       |                       |       |       |        |

## Palmarés

### Torneos nacionales
| Título            | Equipo            | País    | Año  |
| ----------------- | ----------------- | ------- | ---- |
| Torneo Apertura   | Defensor Sporting | Uruguay | 2017 |
| Torneo Apertura   | Liverpool         | Uruguay | 2022 |
| Torneo Intermedio | Nacional          | Uruguay | 2024 |

### Distinciones individuales
| Distinción                               | Año  |
| ---------------------------------------- | ---- |
| Goleador del Torneo Intermedio (5 goles) | 2017 |

## Características de juego
Su principal característica de juego es su buen posicionamiento y movilidad que le facilita conectar con la cabeza a balón parado o en centros rastreros, aprovechando su altura y su físico para sacar ventaja de sus marcadores. 
También ha sabido ejecutar de gran manera los tiros libres y penales en su estadía en Defensor Sporting.  
La prensa uruguaya lo distinguió como un delantero físicamente imponente y aguerrido.
Frecuentemente se le atribuía un futuro muy prometedor como futbolista profesional.

## Caso de dopaje
Fue suspendido por dos años tras encontrarle resultados positivos en un control antidopaje, al futbolista se le realizó la prueba antidopaje en marzo de 2019 luego de un partido contra Palmeiras, hasta la fecha oficial del fallo del tribunal el delantero había cumplido siete meses de sanción. 
En el mes de junio del año 2019 el futbolista se realizó un examen de contraprueba que confirmó la presencia de Benzoilecgonina que es el principal metabolito de la cocaína, finalmente el 16 de octubre de 2019 se dio a conocer el fallo oficial del tribunal de Justicia Deportiva Antidopaje y la sanción del jugador de São Paulo fue de dos años, por lo tanto en ese entonces el mismo quedaría habilitado para volver a jugar el 17 de marzo de 2021.
Luego de cumplir un año de la suspensión, el Tribunal de Justicia Deportiva Antidopaje de Brasil decidió reducirle a 12 meses la sanción al futbolista uruguayo, dado que el delantero estuvo 45 días con tratamiento psicológico internado en una clínica de rehabilitación, por tal motivo se reincorporó nuevamente al plantel del São Paulo Futebol Clube y fue habilitado para volver a jugar fútbol.

## Lesión ligamentaria
En julio de 2024 en un partido amistoso entre el Club Nacional y Danubio sufre una lesión que le provoca la rotura del ligamento cruzado anterior y se frusta su traspaso a otros equipos que lo pretendían.